# Krasové jezero

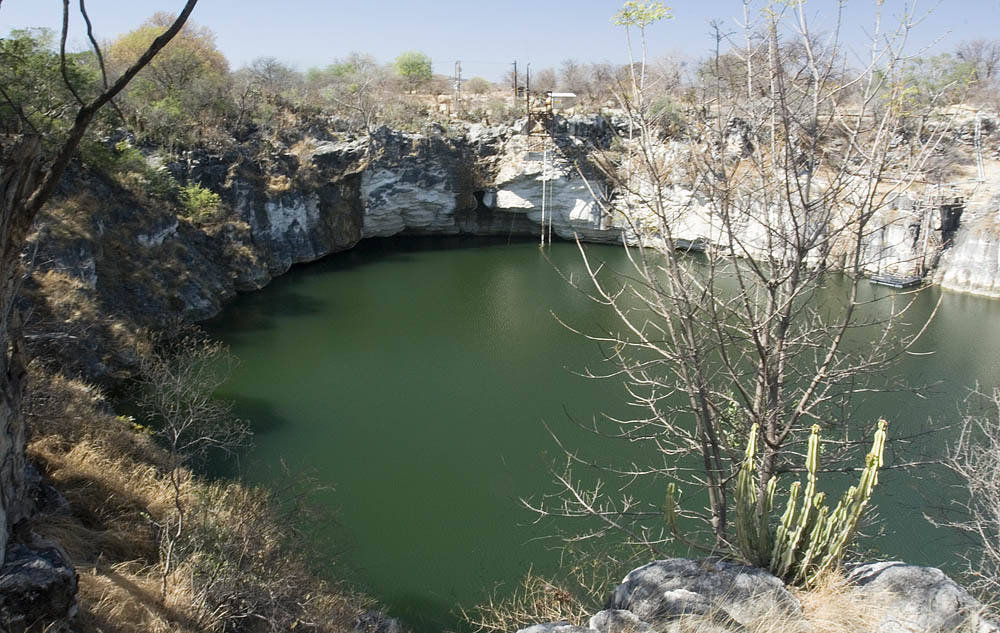
Jedno z krasových jezer v Namibii

Krasové jezero je druh jezera, které vzniklo rozpouštěním podloží. Krasová sníženina je poté vyplněna vodou. Mezi tento druh jezer patří např. jezera:
- závrtová (vzniklá ucpáním dna závrtu)
- poljová (vzniklá nedostatečným odvodněním polje)
- solná (vzniklá rozpuštěním solného pně)

## Příklady
- Plitvická jezera
- Skadarské jezero